# Ngalongalo River
Ngalongalo River är ett vattendrag i Fiji.   Det ligger i divisionen Norra divisionen, i den nordöstra delen av landet, 190 km nordost om huvudstaden Suva. Ngalongalo River ligger på ön Vanua Levu.